# Lista postaci serii One Piece
W mandze i anime One Piece pojawiło się wiele postaci stworzonych przez Eiichirō Odę. Seria ma miejsce w fikcyjnym świecie pełnym piratów, żołnierzy, rewolucjonistów i innych poszukiwaczy przygód walczących ze sobą przy użyciu nadludzkich i nadnaturalnych umiejętności. Fabuła skupia się na grupie piratów szukających skarbu zwanego "One Piece".

## Załoga Słomkowego Kapelusza

### Monkey D. Luffy
Monkey D. Luffy (モンキー・D・ルフィ Monkī Dī Rufi) jest głównym protagonistą serii One Piece. W wieku siedmiu lat chciał dołączyć do załogi swojego ulubionego pirata, "Rudowłosego" Shanksa. Po tym, jak został przez niego odrzucony, ze złości zjadł znaleziony przez niego skarb, gum-gumowoc (ゴムゴムの実 Gomu Gomu no Mi), diabelski owoc typu Paramecia, który daje gumowe ciało temu, kto go zje. Ostatecznie jego lekkomyślne działania doprowadziły do wpadnięcia w pułapkę, z której wydostał go Shanks, tracąc przy tym rękę. Luffy poddał się wtedy w swoich dążeniach do dołączenia do jego załogi i zdecydował, że sam zbierze własną piracką grupę i zostanie królem piratów. Aby odseparować Luffy'ego od Shanksa, jego dziadek Garp zmusił siłą Curly Dadan i jej górskich bandytów do wychowywania chłopca. Wtedy Luffy złożył przysięgę braterstwa z przybranym wnukiem Garpa, Acem i Sabo, który uciekł z lokalnej rodziny szlacheckiej. Dziesięć lat później, wciąż posiadając kapelusz od Shanksa, Luffy formuje i przewodzi pirackiej załodze Słomkowego Kapelusza i wyrusza do Grand Line, gdzie szybko zdobywa niesławę jako "Słomkowy Kapelusz" Luffy (麦わらのルフィ Mugiwara no Rufi). Po tym, jak siła głównego bohatera okazuje się za słaba, by zapobiec egzekucji Ace'a, Luffy spędza dwa lata na odseparowanej wyspie, gdzie uczy się trzech kolorów dominacji i gear fourth od Silvers Rayleigha, po czym kieruje się do Nowego Świata. Aktorką głosową podkładającą głos pod Luffy'ego jest Mayumi Tanaka.
W angielskiej adaptacji stworzonej przez 4kids Entertainment głos pod niego podkłada Erica Schroeder, a w adaptacji FUNimation Colleen Clinkenbeard.

### Roronoa Zoro
Roronoa Zoro (ロロノア・ゾロ, nazwany po François l’Olonnais) jest szermierzem używającym trzech mieczy, z których dwa trzyma w rękach, a trzeci w ustach. Aby dotrzymać obietnicy Kuinie, przyjaciółce z dzieciństwa, chce zastąpić "Jastrzębiookiego" Mihawka na tronie najpotężniejszego szermierza na świecie. Podczas podróży po morzach w poszukiwaniu Mihawka i życia jako łowca głów, stał się sławny jako "Łowca Piratów" Zoro (海賊狩りのゾロ Kaizoku-Gari no Zoro). Wdał się jednak w konflikt z Helmeppo. Aby ochronić niewinnych cywili przed wyrokiem, Zoro pozwolił się tymczasowo uwięzić, jednak Helmeppo w rzeczywistości planował go zabić. Zoro został uratowany przez Luffy'ego, po czym został jego pierwszym kamratem. Zdecydował jednak, że zabije swojego kapitana, jeśli ten stanie między nim a jego marzeniem. Po pewnym czasie więzy Zoro z załogą się zacieśniają i decyduje się on zostać uczniem Mihawka, by móc chronić swoich przyjaciół. Aktorem głosowym podkładającym głos pod Zoro jest Kazuya Nakai.
W angielskiej adaptacji stworzonej przez 4kids Entertainment, gdzie postać nazywa się Roronoa Zolo, głos pod niego podkłada Marc Diraison, a w adaptacji FUNimation Christopher R. Sabat.

### Nami
Adoptowana i wychowana przez byłą członkinię marynarki i hodowczynię pomarańczy Belle-mere, Nami (ナミ) i jej starsza siostra Nojiko doświadczyły śmierci matki z rąk niesławnego Arlonga, którego piracka załoga okupowała jej wyspę i pobierała trybut od mieszkańców. Podpisując z nim jednak umowę, Nami jako wciąż dziecko, ale przy tym doświadczona kartograf, której marzeniem jest narysowanie mapy całego świata, dołączyła do piratów, mając nadzieję na wykupienie wolności dla swojej wioski. Dorastając jako pirat nienawidzący piratów, Nami rysowała mapy dla Arlonga i kradła skarby innym piratom, dzięki czemu stała się świetną złodziejką i nawigatorem ze zdolnością przewidywania pogody. Po tym, jak Arlong ją zdradził, on i jego załoga zostali pokonani przez Słomkowych, a Nami dołączyła do załogi Luffy'ego, by spełnić swoje marzenie. Stała się znana jako "Złodziejka" Nami (泥棒猫のナミ Dorobō Neko no Nami). Aktorką głosową podkładającą głos pod Nami jest Akemi Okamura.
W angielskiej adaptacji stworzonej przez 4kids Entertainment głos pod nią podkłada Kerry Williams, a w adaptacji FUNimation Luci Christian.

### Usopp
W dzieciństwie Usopp (ウソップ Usoppu) został opuszczony przez swojego ojca, Yasoppa, który dołączył do załogi Rudowłosego. Wtedy, jego matka Banchina (バンキーナ Bankīna) ciężko zachorowała, a Usopp zaczął opowiadać zmyślone historie, by rozbudzić w niej nadzieję, że jego ojciec wróci i zabierze ich w morze. Nawet pomimo tego, że jego matka zmarła, Usopp nie obwiniał swojego ojca za odejście. Mimo jego tchórzostwa, stara się stać wielkim piratem. Jest utalentowanym wynalazcą, malarzem i rzeźbiarzem. W walce polega głównie na wielkiej precyzji i procach z różnymi rodzajami amunicji. W dalszej części serii opanowuje Kenbushoku Haki, podczas obrony swojego kapitana. Jego alter-ego staje się sławne jako "Snajperking" (そげキング Sogekingu), bohaterski snajper w złotej masce i pelerynie. Później w serii staje się znany jako "Bóg" Usopp. Aktorem głosowym podkładającym głos pod Usoppa jest Kappei Yamaguchi.
W angielskiej adaptacji stworzonej przez 4kids Entertainment głos pod niego podkłada Jason Griffith, a w adaptacji FUNimation Sonny Strait.

### Vinsmoke Sanji
Podczas pracy jako początkujący kucharz na statku pasażerskim, dziewięcioletni Vinsmoke Sanji (ヴィンスモーク・サンジ Vinsumōku Sanji) został zaatakowany przez niesławnego pirata, "Czerwononogiego" Zeffa (赫足のゼフ Akaashi no Zefu). Podczas potyczki, Sanji wpadł do morza przez wielką falę. Zeff wskoczył za nim do wody, gdyż mieli wspólnie marzenie, jakim jest odnalezienie All Blue (オールブルー Ōru Burū), legendarnego morza, w którym żyją wszystkie ryby świata. Potem, jako rozbitek, Sanji znów został uratowany przez pirata, gdy ten oddał mu całe swoje jedzenie. Po ratunku z bezludnej wyspy, Sanji został z Zeffem na wiele lat i pomógł mu zbudować pływającą restaurację Baratie (バラティエ). W zamian Zeff mianował go swoim zastępcą i nauczył swojego stylu walki opartego na kopnięciach. Sanji, naśladując Zeffa, nigdy nie odmawia jedzenia głodującej osobie, a podczas walki używa tylko nóg, by chronić swoje ręce służące do gotowania. Ma niezwykłą słabość do kobiet, a jego główną zasadą jest niekrzywdzenie żadnej, nawet, jeśli oznacza to śmierć. Stał się sławny pod imieniem "Czarnonogi" Sanji (黒脚のサンジ Kuroashi no Sanji). Aktorem głosowym podkładającym głos pod Sanjiego jest Hiroaki Hirata.
W angielskiej adaptacji stworzonej przez 4kids Entertainment głos pod niego podkłada David Moo, a w adaptacji FUNimation Eric Vale.

### Tony Tony Chopper
Tony Tony Chopper (トニートニー・チョッパー Tonī Tonī Choppā) jest lekarzem i niebieskonosym reniferem. Moc ludź-ludziowocu (ヒトヒトの実 Hito Hito no Mi) pozwala mu na przemianę w pełnych rozmiarów renifera lub w hybrydę renifera i człowieka. Stworzone przez niego tabletki, które nazywa rumble ball (ランブル・ボール Ranburu Bōru), dają mu możliwość większej liczby transformacji. Gdy ktoś go skomplementuje, Chopper udaje smutnego i krzyczy na komplementującego, by ten przestał próbować uczynić go szczęśliwym. Aktorką głosową podkładającą głos pod Choppera jest Ikue Ōtani, którą w odcinkach 254-263 zastępowała Kazue Ikura.
W angielskiej adaptacji stworzonej przez 4kids Entertainment głos pod niego podkłada Lisa Ortiz, a w adaptacji FUNimation Brina Palencia.
Gdy Oda tworzył Choppera, chciał maskotki, która będzie jednocześnie urocza i bardzo słaba. Recenzent IGN, który wyrażał swoją opinię na temat mangi, stwierdził, że Chopper jest jedną z najlepszych postaci w serii, gdyż jest zarówno wzruszający, jak i śmieszny. Historią Choppera, Oda chciał udowodnić, że to nie więzy krwi definiują, kto jest rodziną.

### Nico Robin
Wychowana na Oharze (オハラ), wyspie, na której znajdowała się najstarsza i największa biblioteka świata, Nico Robin (ニコ・ロビン Niko Robin) w wieku ośmiu lat została archeologiem. W pewnym momencie życia zdobyła moc kwiat-kwiatowocu (ハナハナの実 Hana Hana no Mi), który pozwala jej częściom ciała "zakwitać" na różnych powierzchniach w pobliżu. Od swoich nauczycieli nauczyła się, jak odczytywać zakazane poneglyphy (歴史の本文 Pōnegurifu), rozsiane po całym świecie. Zdecydowała się odnaleźć zaginiony rio poneglyph (真の歴史の本文 Rio Pōnegurifu), który ma opowiadać zapomnianą historię świata. Globalny Rząd dowiaduje się o tym i wysyła flotę wojenną, by powstrzymać dziewczynę. Robin jako jedyna ucieka od ataku marynarki, który zabija całą populację wyspy, w tym jej matkę. Za głowę dziewczyny wyznaczona zostaje nagroda i zostaje okrzyknięta "Diablicą" (悪魔の子 Akuma no Ko). Od tej pory musi uciekać, nie ufając nikomu. By przeżyć współpracuje z piratami i innymi przestępcami, po czym rozpoczyna pracę dla Crocodile'a, przywódcy Baroque Works, gdzie pracuje pod pseudonimem "Miss All Sunday" (ミス・オールサンデー Misu Ōrusandē) i obejmuje funkcję zastępcy przywódcy. Po upadku organizacji dołącza do Słomkowych, z którym zacieśnia więzi, gdy ci rozpoczynają walkę z rządem, by ją uratować. Dopiero, gdy załoga wypowiada wojnę jej największemu wrogowi, Robin dowiaduje się, że w końcu znalazła przyjaciół, którym może zaufać. Po dwuletnim okresie, podczas którego Słomkowi byli rozdzieleni, Robin rozwinęła umiejętności swojego Diabelskiego Owocu, dzięki czemu potrafi stworzyć kopię całego swojego ciała. Aktorką głosową podkładającą głos pod Robin jest Yuriko Yamaguchi.
W angielskiej adaptacji stworzonej przez 4kids Entertainment jej pseudonim zostaje zmienionyn na "Miss Sunday", a głos pod nią podkłada Veronica Taylor, a w adaptacji FUNimation Stephanie Young.

### Franky
W wieku dziewięciu lat Cutty Flam (カティ・フラム Kati Furamu), syn piratów, zostaje przez nich porzucony i od tej zaczyna żyć jako czeladnik ciesielski. Po odziedziczeniu planów stworzenia broni masowej zagłady przybiera imię "Franky" (フランキー Furankī). Po nieudanej próbie uratowania swojego nauczyciela Franky odnosi wiele obrażeń, lecz przeżywa, dzięki sztucznym częściom ciała, które zbudował, używając metalu z wysypiska. Od tej pory jest cyborgiem z nadludzką siłą, napędzanym colą. Po zdobyciu sławy jako "Cyborg Franky" (サイボーグ フランキー Saibōgu Furankī) buduje Thousand Sunny, bryg jego marzeń, który ma opłynąć świat. Dołącza później do załogi Słomkowych. Aktorem głosowym podkładającym głos pod Franky'ego jest Kazuki Yao.
W angielskiej adaptacji stworzonej przez FUNimation głos pod niego podkłada Patrick Seitz.

### Brook
Był piratem jeszcze przed czasami Rogera. "Mruczando" Brook (ブルック Burukku) wpłynął na Grand Line jako pierwszy oficer muzykalnej załogi Rumbowych. Załoga zostawiła swojego pupila, małego wieloryba o imieniu Laboon, przy Reverse Mountain i obiecała, że wróci do niego, gdy opłynie świat. Wszyscy członkowie jego załogi, prócz niego samego, zostali zabici. Moc jego diabelskiego owocu pozwoliła mu wrócić do życia jako szkielet. Pięćdziesiąt lat później Brook, mając nadzieję na spełnienie obietnicy swojej załogi, dołączył do załogi Słomkowych. Jest uzdolnionym muzykiem, który potrafi grać na każdym instrumencie, choć najczęściej gra na skrzypcach. Jego umiejętności pozwalają mu usypiać przeciwników muzyką. Podczas przeskoku przyjął przydomek "Soul King" Brook i zdobył światową sławę jako rockowa gwiazda. Jest też wprawionym szermierzem, korzystającym z shikomizue. Jego mała waga pozwala mu na niezwykle wysokie skoki i bieganie po wodzie. Po przeskoku nauczył się wykorzystywać moc swojego diabelskiego owocu do opuszczenia ciała i przyjęcia formy duszy.
Oda wpadł na pomysł stworzenia szkieleta-muzyka w 2000, gdy w serii pojawił się Laboon. Brook pojawił się jednak dopiero pięć lat później.
Aktorem głosowym podkładającym głos pod Brooka jest Chō. W angielskiej adaptacji, stworzonej przez FUNimation, głos pod niego podkłada Ian Sinclair.

### Jinbe
Jinbe (ジンベエ Jinbe) to ryboludź-rekin wielorybi. Jest mistrzem ryboludzkiego karate (魚人空手 Gyojin Karate), potrafi manipulować wodą tak, jakby był to materiał. Jinbe potrafi komunikować się z rybami i wzywać na pomoc rekiny wielorybie. Dorastał w biedniejszej części wyspy ryboludzi. Jako młodzieniec dołączył do armii królewskiej, a później stał się członkiem załogi Słońca. Po śmierci Fisher Tigera stał się jej kapitanem. Po tym, jak Globalny Rząd zaoferował mu stanowisko królewskiego wojownika mórz, Jinbe rozwiązał swoją załogę. Zrezygnował jednak ze swojej funkcji, gdy dowiedział się, że ma walczyć z Białobrodym, obrońcą wyspy ryboludzi. Dwa lata później dostał propozycję dołączenia do załogi Słomkowych, lecz odmówił, mówiąc, że ma do załatwienia ważne sprawy. Po zerwaniu więzi z Big Mom, dołączył do Luffy'ego. Początkowo aktorem głosowym podkładającym głos pod Jinbe był Daisuke Gōri, lecz zastąpił go Katsuhisa Hōki.
W angielskiej adaptacji stworzonej przez FUNimation głos pod niego podkłada Daniel Baugh.

## Inne grupy i organizacje

### Armia boga
Armia boga (神の軍団 Kami no Gundan) to osobista armia Enela, składająca się z niego i jego kapłanów: Satoriego, Gedatsu, Shury i Ohma, a także pięćdziesięciu żołnierzy, dowodzonych przez Yamę. W walce używają diali. Są też wprawieni w używaniu dominacji koloru obserwatora, którą nazywają mantrą.

### Armia rewolucjonistów
Armia rewolucjonistów (革命軍 Kakumeigun) to działająca na całym świecie siła zbrojna, prowadząca działania przeciw Globalnemu Rządowi. Rewolucjoniści działają w każdym kraju na świecie. Ich przywódcą jest najbardziej poszukiwany przestępca na świecie, Monkey D. Dragon (モンキー・D・ドラゴン Monkī Dī Doragon), syn Garpa i ojciec Luffy'ego. Drugą co do ważności osobą w armii rewolucjonistów jest Sabo (サボ Sabo), przybrany brat Luffy'ego. W armii działa też Koala (コアラ Koara), który specjalizuje się w nauczaniu ryboludzkiego karate.
Inni znani rewolucjoniści to: Emporio Ivankov (エンポリオ・イワンコフ Enporio Iwankofu), przyjaciel Dragona i władca kraju transwestytów, którego diabelski owoc pozwala na władanie hormonami i tym samym zmienianie płci; Inazuma (イナズマ), który potrafi zmienić swoje ręce w ogromne nożyce, zdolne do przecięcia wszystkiego; i Bartholomew Kuma.

### Baroque Works
Baroque Works (バロック・ワークス Barokku Wākusu) to tajna organizacja składająca się z ponad dwóch tysięcy członków, których celem jest zamach stanu w Królestwie Alabasty. Przywódca organizacji działa pod pseudonimem Mr. 0, a zastępca przywódcy pod pseudonimem Miss All Sunday. Bezpośrednio od nich rozkazy otrzymuje trzynastu męskich agentów, którzy używają pseudonimów od Mr. 1 do Mr. 13 i ich żeńskich partnerów, które używają pseudonimów po dniach tygodnia, świętach lub wydarzeniach. Agenci od Mr. 1 do Mr. 5 i ich partnerzy nazywani są oficerami i to im powierza się najtrudniejsze misje. Daz Bones (ダズ・ボーネス Dazu Bōnesu), który posiada ciało z ostrej stali i Paula (ポーラ Pōra), z której ciała wyrastają kolce, pracują razem jako Mr. 1 i Miss Doublefinger (ミス・ダブルフィンガー Misu Daburufingā, nazwana tak po Nowym Roku). Mr. 2 Bon Clay jest transwestytą i sam sobie służy za partnera. Mr. 3 pracuje z Miss Golden Week (ミス・ゴールデンウィーク Misu Gōruden Wīku, nazwana tak po japońskim Golden Week), artystką, która potrafi manipulować uczuciami, używając farby. Mr. 4, który walczy używając czterotonowego kija od baseballa, pracuje z Miss Merry Christmas (ミス・メリークリスマス Misu Merī Kurisumasu), która potrafi przemieniać się w kreta i hybrydę kreta i człowieka. Mr. 5 potrafi wywoływać eksplozje każdą częścią ciała, włącznie ze swoim śluzem i oddechem. Jego partner, Miss Valentine (ミス・バレンタイン Misu Barentain) potrafi zgodnie ze swoją wolą zmieniać wagę.

### CP9
Cipher Pol nr 9 (サイファーポールナンバーナイン Saifā Pōru Nanbā Nain), w skrócie CP9 (シーピーナイン Shī Pī Nain), to tajna organizacja wywiadowcza Globalnego Rządu, ulokowana na Enies Lobby. Specjalizuje się w zabójstwach, a w walce używa sztuki walki zwanej sześć form (六式 Rokushiki). Dowodzona była przez Spandama (スパンダム Supandamu), syna poprzedniego dowódcy, Spandine'a (スパンダイン Supandain), który miał obsesję na punkcie pięcia się wzwyż w Globalnym Rządzie. Sam Spandam jest niezwykle słaby, lecz dzierży Funkfreeda (ファンクフリード Fanku Furīdo), miecz, który potrafi zmienić się w słonia. Najsilniejszym członkiem organizacji był Rob Lucci (ロブ･ルッチ Robu Rutchi), znany z brutalnego i bezlitosnego pojmowania "sprawiedliwości". Potrafi się przemieniać w lamparta i hybrydę lamparta i człowieka. Zawsze towarzyszy mu jego gołąb, Hattori (ハットリ). Pomimo ich porażki na Enies Lobby, nieudanej akcji dostarczenia Nico Robin do bramy sprawiedliwości, pokonaniu Lucciego przez Luffy'ego, agenci zostali promowani do Cipher Pol Aigis 0 (サイファーポールイージスゼロ Saifā Pōru Ījisu Zero), w skrócie CP0 (シーピーゼロ Shī Pī Zero), elitarnej organizacji Globalnego Rządu.

### CP0
Cipher Pol Aigis 0 (サイファーポールイージスゼロ Saifā Pōru Ījisu Zero), w skrócie CP0 (シーピーゼロ Shī Pī Zero) to elitarna i najpotężniejsza tajna organizacja Globalnego Rządu. Niewiele o niej wiadomo.

### Czterej imperatorzy
Najpotężniejsi piraci w Nowym Świecie znani są jako czterej imperatorzy (四皇 Yonkō). Początkowo grupa ta składała się z Shanksa, Białobrodego, Kaidou (カイドウ Kaidō) i Big Mom (ビッグ・マム Biggu Mamu). Wraz z siedmioma królewskimi wojownikami mórz i kwaterą główną marynarki utrzymywali na świecie względny pokój. Zmieniło się to, gdy Czarnobrody pojmał Ace'a. Doprowadziło to do wojny między załogą Białobrodego a Globalnym Rządem, która zakończyła się śmiercią Białobrodego. Po dwuletnim przeskoku Czarnobrody zajął stanowisko Białobrodego jako nowy imperator.

### Dressrosa
Dressrosa (ドレスローザ Doresurōza) to królestwo w Nowym Świecie. Rządzone jest przez rodzinę Riku (リク一族 Riku Ichizoku) i króla Riku Doldo III (リク・ドルド3世 Riku Dorudo Sansei). Doldo ma dwie córki: Violę (ヴィオラ Viora), która posiada moc czytania myśli innych; i Scarlett (カーレット Sukāretto), która poślubiła Kyrosa (キュロス Kyurosu), najsilniejszego wojownika Dressrosy, i ma z nim córkę, Rebeccę (レベッカ Rebekka). Na jakiś czas króla Riku Doldo III obalił Donquixote Doflamingo, lecz został on zdetronizowany.
Inni mieszkańcy kraju to: Tank Lepanto (タンク・レパント Tanku Repanto), były dowódca armii Dressrosy; i Gyats (ギャッツ Gyattsu), komentator walk w koloseum.

### Globalny Rząd
Globalny Rząd (世界政府 Sekai Seifu) to ogromna organizacja, zrzeszająca ponad 170 krajów świata. Rządzona jest przez tajemniczego Ima (イム Imu) i podlegającą mu Starszyznę Pięciu Gwiazd (五老星 Gorōsei). Organizacja została założona osiemset lat temu przez dwudziestu królów. Ich potomkowie, światowi arystokraci (世界貴族 Sekai Kizoku), znani także jako niebiańskie smoki (天竜人 Tenryūbito), żyją w luksusach i nadużywają swojej władzy.

### Królestwo Alabasty
Królestwo Alabasty (アラバスタ王国 Arabasuta Ōkoku) to pustynna wyspa na Grand Line rządzona przez ojca Nefertari Vivi, Nefertari Cobrę (ネフェルタリ・コブラ Neferutari Kobura). Dowódcą armii kraju, straży królewskiej Alabasty, jest Igaram (イガラム Igaramu), mężczyzna, który walczy saksofonem wystrzeliwującym pociski podczas grania i karabinami ukrytymi we włosach, którymi strzela, pociągając za sznurki na szyi. Następni po Igaramie są Chaka i Pell, najsilniejsi wojownicy Alabasty. Na wyspie mieszka też przyjaciel Vivi z dzieciństwa i późniejszy przywódca rebeliantów, Kohza i jego ojciec, Toto. Słomkowi są na wyspie mile widziani, gdyż uratowali to królestwo.

### Siedmiu królewskich wojowników mórz
Siedmiu królewskich wojowników mórz (王下七武海 Ōka Shichibukai) to grupa siedmiu piratów, którzy współpracują z Globalnym Rządem. Rząd wpadła na pomysł, by użyć potężnych piratów do zwalczania tych słabszych. Inni piraci nazywają ich "rządowymi psami". W zamian za współpracę Globalny Rząd nie kara wojowników mórz za ich zbrodnie i znosi nagrody za ich głowy. Pomysł królewskich wojowników mórz opiera się na europejskich kaprach, którzy w imię różnych krajów prowadzili morskie wojny. Początkowo do grupy należeli: Dracule Mihawk, Crocodile, Gekko Moria, Jinbe, Boa Hancock, Donquixote Doflamingo i Bartholomew Kuma. Po upadku Baroque Works, Crocodile został zastąpiony Czarnobrodym, który wkrótce opuścił grupę razem z Jinbe. Ryboludź sprzymierzył się z załogą Białobrodego. Gekko Moria, po swojej porażce, został skazany na śmierć przez Globalny Rząd, lecz udało mu się uciec. Trzy wakaty zostały zapełnione przez Trafalgar Lawa, Buggy'ego i Edward Weevila. Po wydarzeniach na Dressrosie, Law i Doflamingo utracili swoje statusy.

### Załoga Arlonga
Załoga Arlonga (アーロン一味 Āron Ichimi) to piracka załoga składająca się głównie z ryboludzi dowodzonych przez Arlonga i jego oficerów: Kuroobiego, ryboludzia-płaszczkę, który używa "ryboludzkiego karate", Cmokachuu, ryboludzia-sylagusowatego, który pluje wodą z prędkością karabinu, Hachyka, a także Nami, która opuściła tę załogę po tym, jak piraci Arlonga zostali pokonani przez załogę Słomkowego Kapelusza.

## Inne postacie

### Bartholomew Kuma
"Tyran" Bartholomew Kuma (バーソロミュー・くま Bāsoromyū Kuma) to jeden z siedmiu królewskich wojowników mórz, jedyny, który w pełni wykonuje rozkazy Globalnego Rządu. W rzeczywistości jest oficerem armii rewolucjonistów. Posiada moc łap-łapowocu (ニキュニキュの実 Nikyu Nikyu no Mi), która pozwala mu na odpychanie wszelkich fizycznych obiektów, takich jak powietrze, a nawet ból. Może używać swojej mocy do przemieszczania się lub wysyłania innych w odległe miejsca. Kuma to model pacifisty (パシフィスタ Pashifisuta), eksperymentalnej linii cyborgów stworzonych przez rząd. Ich ciała stworzone są z materiału twardszego od stali i potrafią wystrzeliwać z ust laser, który topi metal. Inni pacifiści wyglądają dokładnie tak jak Kuma, lecz nie posiadają mocy łap-łapowocu. Zamiast tego posiadają lasery wbudowane w dłonie. Gdy przemiana Kumy zostaje dokończona, a on sam staje się ludzką bronią o kodzie "PX-0", jego osobowość znika i staje się on jedynie programowalną maszyną pod kontrolą rządu. Aktorem głosowym podkładającym głos pod Kumę jest Hideyuki Hori.
W angielskiej adaptacji stworzonej przez FUNimation głos pod niego podkłada Joel McDonald.

### Białobrody
Edward Newgate (エドワード・ニューゲート Edowādo Nyūgēto), znany szerzej jako Białobrody (白ひげ Shirohige), był kapitanem załogi Białobrodego i jednym z czterech imperatorów. W walce używał włóczni i mocy swojego diabelskiego owocu, pozwalającego wywoływać trzęsienia ziemi i ogromne fale. Uznawany był za najsilniejszego człowieka na świecie i jedynego, który mógł się mierzyć z Gold Rogerem. Uważał wszystkich swoich kamratów za synów i chronił ich przed niebezpieczeństwami. Zmarł podczas wojny na Marinford, ratując Ace'a. Został zabity przez załogę Czarnobrodego. Aktorem głosowym podkładającym głos pod Białobrodego jest Kinryu Arimoto.
W angielskiej adaptacji stworzonej przez FUNimation głos pod niego podkłada R Bruce Elliott.

### Boa Hancock
Boa Hancock (ボア・ハンコック Boa Hankokku) to władczyni plemienia Dziewięciu Węży na wyspie Amazon Lily. Jako dziecko została sprzedana niebiańskim smokom i zmuszona, wraz z siostrami, do zjedzenia diabelskiego owocu. Po tym, jak uwolnił ją Fisher Tiger, wróciła do swojej ojczyzny. Hancock została władczynią, a jej poddani zaczęli ją nazywać "Wężową Księżniczką" (蛇姫 Hebihime). Po tym, jak zyskała sławę jako "Cesarzowa Piratów" (海賊女帝 Kaizoku Jotei), zaoferowano jej stanowisko królewskiego wojownika mórz. Pomimo nienawiści do rządu za swoją przeszłość, zgodziła się na sojusz, by chronić swoich ludzi. Podczas wojny Globalnego Rządu z załogą Białobrodego, odmówiła walki i skupiła się na ochranianiu Luffy'ego, który został jej ukochanym. Pomogła mu też dostać się do Impel Down. Hancock włada dominacją koloru władcy, a jej diabelski owoc pozwala jej na zamienienie każdego, kto się w niej zauroczy, w kamień. Aktorką głosową podkładającą głos pod Hancock jest Kotono Mitsuishi.
W angielskiej adaptacji stworzonej przez FUNimation głos pod nią podkłada Lydia Mackay.

### Buggy
Buggy (バギー Bagī) to pirat znany z używania noży, zamiłowania do armat i wielkiego czerwonego nosa. Jako nowicjusz w załodze Rogera, zdobył diabelski owoc i mapę skarbów. Planował sprzedać owoc i z pomocą pieniędzy, które dostanie, znaleźć skarb, lecz przez Shanksa przypadkowo połknął owoc i wyrzucił mapę do morza. Wydarzenie to spowodowało wieczną nienawiść Buggy'ego do jego byłego kamrata. Dzięki mocy pod-podziałowocu (バラバラの実 Bara Bara no Mi) potrafi dzielić swoje ciało na lewitujące części i niezależnie je kontrolować, jeśli są wystarczająco blisko, a jego stopy dotykają ziemi. Jego moc daje mu też całkowitą odporność na rany cięte. Po rozwiązaniu załogi Rogera, Buggy założył własną piracką grupę i zyskał sławę jako "Klaun" Buggy (道化のバギー Dōke no Bagī). Po jego udziale w masowej ucieczke z Impel Down i wojnie na Marineford zaoferowano mu stanowisko królewskiego wojownika mórz. Aktorem głosowym podkładającym głos pod Buggy'ego jest Shigeru Chiba.
W angielskiej adaptacji stworzonej przez 4kids głos pod niego podkłada David Willis, a w adaptacji FUNimation Mike McFarland.

### Sir Crocodile
Sir Crocodile (サー･クロコダイル Sā Kurokodairu) to pirat władający pias-piaskowocem (スナスナの実 Suna Suna no Mi), który pozwala mu na kontrolowanie piasku i absorbowanie wilgoci prawą ręką. Jeśli nie jest mokry, może zmienić swoje ciało w piasek. Na lewej ręce nosi ogromny złoty hak, w którym jest trucizna i sztylet. Początkowo był królewskim wojownikiem mórz, lecz po porażce utracił ten tytuł. Prowadził tajną organizację przestępczą Baroque Works, w której działał pod pseudonimem "Mr. 0" (ミスター・ゼロ Misutā Zero). Aktorem głosowym podkładającym głos pod Crocodile'a jest Ryūzaburō Ōtomo.
W angielskiej adaptacji stworzonej przez 4kids głos pod niego podkłada David Brimmer, a w adaptacji FUNimation John Swasey.

### Czarnobrody
Marshall D. Teach (マーシャル・D・ティーチ Māsharu Dī Tīchi), znany szerzej jako Czarnobrody (黒ひげ Kurohige), to kapitan załogi Czarnobrodego. Gdy był członkiem załogi Białobrodego, zabił swojego kamrata, Thatcha, by zdobyć upragniony ciem-ciemnowoc (ヤミヤミの実 Yami Yami no Mi). Dał mu moc tworzenia i kontrolowania czarnych dziur, a także anulowania mocy innych diabelskich owoców. Za zdradzenie załogi Białobrodego i zamordowanie kompana, był ścigany przez Ace'a. Pościg skończył się pojedynkiem, który wygrał Czarnobrody. Teach oddał Ace'a w ręce Globalnego Rządu, za co ten postawił go na stanowisku królewskiego wojownika mórz w zastępstwie za Crocodile'a. W rzeczywistości Czarnobrody sprzymierzył się z rządem tylko po to, by uzyskać dostęp do Impel Down i zwerbować tamtejszych więźniów do swojej załogi. Po zabiciu Białobrodego, uzyskał w jakiś sposób moc jego diabelskiego owocu i wkrótce stał się znany jako nowy Imperator.
Postać opiera się na prawdziwym Czarnobrodym. Aktorem głosowym podkładającym głos pod Teacha jest Akio Ōtsuka. W angielskiej adaptacji stworzonej przez FUNimation głos pod niego podkładał Cole Brown.

### Dracule Mihawk
"Jastrzębiooki" Dracule Mihawk (ジュラキュール・ミホーク Jurakyūru Mihōku) to jeden z siedmiu królewskich wojowników mórz i najpotężniejszy szermierz na świecie. Pływa na małej łódce przypominającej trumnę. Jego główna broń to Grosse Messer z czarnym ostrzem. Trenował Zoro przez dwa lata. Do 2010 aktorem głosowym podkładającym głos pod Mihawka był Takeshi Aono, lecz został zastąpiony przez Hirohiko Kakegawa.
W angielskiej adaptacji stworzonej przez 4kids głos pod niego podkłada Wayne Grayson, a w adaptacji FUNimation John Gremillion.

### Donquixote Doflamingo
Donquixote Doflamingo (ドンキホーテ・ドフラミンゴ Donkihōte Dofuramingo) to kapitan załogi Donquixote i uzurpator tronu Dressrosy. Dawniej był królewskim wojownikiem mórz. Jego diabelski owoc dał mu moc władania nićmi i kontrolowania innych ludzi z pomocą palców, tak jak robią to lalkarze. Potrafi też strzelać nicianymi pociskami, tworzyć swojego klona i wieszać się na chmurach. Wierzy, że era piratów zbliża się do końca i nadchodzi nowa era. Działa w Podziemiu jako makler o pseudonimie "Joker". Posiada na archipelagu Sabaody ogromny dom aukcyjny, w którym handluje się ludźmi i innymi rasami. Po tym, jak został pokonany przez Słomkowych, a mieszkańcy Dressrosy dowiedzieli się o jego złych planach, pozbawiono go tytułu wojownika mórz. Aktorem głosowym podkładającym głos pod Doflamingo jest Hideyuki Tanaka.
W angielskiej adaptacji stworzonej przez FUNimation głos pod niego podkłada Robert McCollum.

### Shanks
"Rudowłosy" Shanks (赤髪のシャンクス Akagami no Shankusu) to znany szermierz i pirat. Włada dominacją koloru władcy. Razem z Buggym służył na statku Rogera, a po rozwiązaniu załogi założył własną. Uratował siedmioletniego Luffy'ego, tracąc przy tym rękę. Dał mu też swój cenny słomkowy kapelusz, który wcześniej należał do Gol D. Rogera. Shanks zdobył sławę jako jeden z czterech imperatorów. Aktorem głosowym podkładającym głos pod Shanksa jest Shūichi Ikeda.
W angielskiej adaptacji stworzonej przez 4kids głos pod niego podkłada Tom Souhrada, a w adaptacji FUNimation Brandon Potter.